# Platyura nigricoxa
Platyura nigricoxa är en tvåvingeart som först beskrevs av Toyohi Okada 1937.  Platyura nigricoxa ingår i släktet Platyura och familjen platthornsmyggor. Inga underarter finns listade i Catalogue of Life.